# Johann Joseph Abert
Johann Joseph Abert (født 1832 i Bøhmen, død 1. april 1915 i Stuttgart) var en tysk komponist. Han var far til Hermann Abert.
Abert blev kontrabassist i Stuttgart og var 1867-1888 kapelmester samme sted. Af hans kompositioner, der har skaffet ham et anset navn på hjemstavnen, kan nævnes: symfonier (en kaldet Frühlingssymphonie, en anden Columbus) og operaerne: Kong Enzio, Astorga og Ekkehard, samt orkesterbearbejdelser af Bachske fugaer.